# Falsignambia
Falsignambia là một chi bọ cánh cứng thuộc họ Scarabaeidae.